# Bột Xuyên
Bột Xuyên là một xã thuộc huyện Mỹ Đức, thành phố Hà Nội, Việt Nam.
Xã có diện tích 5,78 km², dân số năm 1999 là 7.017 người, mật độ dân số đạt 1.214 người/km².